# Beornia
Beornia är ett släkte av steklar som beskrevs av Karl-Johan Hedqvist 1975. Beornia ingår i familjen finglanssteklar.
Kladogram enligt Catalogue of Life och Dyntaxa:
| Beornia | \| \| Beornia brevigaster \| \| \| \| \| \| Beornia femorata \| \| \| \| |
|         | \| \| Beornia brevigaster \| \| \| \| \| \| Beornia femorata \| \| \| \| |
|         | Beornia brevigaster                                                      |
|         |                                                                          |
|         | Beornia femorata                                                         |
|         |                                                                          |